# NGC 420
NGC 420 ist eine Linsenförmige Galaxie vom Hubble-Typ S0 im Sternbild Fische auf der Ekliptik. Sie ist schätzungsweise 231 Millionen Lichtjahre von der Milchstraße entfernt und hat einen Durchmesser von etwa 130.000 Lichtjahren. Gemeinsam mit 21 weiteren Galaxien ist sie Mitglied der NGC 452-Gruppe (LGG 18).
Im selben Himmelsareal befinden sich u. a. die Galaxien NGC 399, NGC 403, NGC 421, IC 1652.
Das Objekt wurde  am 12. September 1784 vom deutsch-britischen Astronomen Wilhelm Herschel auf seiner englischen Privatsternwarte entdeckt.